# 素励起
素励起（それいき、英: elementary excitation）とは、量子力学における基本的な励起のこと。一般に、多体系の励起状態は素励起の複合と考えることができる。

## 概要
マクロな物質の物性とは、与えられた摂動（外場、外力）に対する応答、つまり摂動による励起のことである。
統計力学によると、この励起は最低エネルギー状態からの秩序の乱れであり、乱れの程度はエントロピーで表される。
ここでこの乱れが小さいと仮定する。
するとこの乱れはさまざまな波長、周波数の乱れの一次結合で表されるだろう。
一次結合が成り立つということは重ね合わせの原理なので、乱れは波動として扱える。
量子論によると波動と粒子には等価性であるため、乱れ（つまり励起）は「ある種の粒子の集団」として振る舞う。
この場合の「ある種の粒子」のことを素励起と呼ぶ。

## 分散関係
基底状態にある多体系が素励起に相当する励起状態になった時、この多体系の運動量がpとなり、エネルギーがεだけ増加したとすると、この素励起の運動量はpでエネルギーはεであるという。εはpについての関数で、その関係をε=ε(p) と書く時、これを分散関係という。
素励起は、その集団を量子統計力学で扱うときに、フェルミ統計に従うものとボース統計に従うものがある。素励起という概念は、準粒子という概念と全く同等か、または密接に関係して使われる。

## 素励起の例

### 集団励起型
素励起の簡単な例として、まず調和振動子系の運動を考える。多数の質点が調和ポテンシャルによる力によって相互作用しているとき、個々の質点の運動は一般に非常に複雑であるが、基準座標を使うと、基準振動子と呼ばれる互いに独立な調和振動子の集合として書かれる。この基準振動を量子化したものがフォノンという準粒子であり、1個のフォノンに相当する基準振動の励起が素励起である。この種の素励起は、調和振動子の各質点の個別的自由度の運動とは対応せず、一般にフォノンの総数は、フォノンを励起する物質の構成粒子の数とは無関係である。また素励起の運動量は、各質点のもつ力学的運動量とは無関係に、基準振動の波動ベクトルを{\displaystyle \mathbf {q} }とするとき、{\displaystyle \mathbf {p} =\hbar \mathbf {q} }で与えられ、そのエネルギーは基準振動の角振動数{\displaystyle \omega }を使って{\displaystyle \varepsilon =\hbar \omega }で定義される。フォノンと同様に物質を構成する原子、分子、イオンや電子の集団的な運動に対応する素励起には、スピン波とそれを量子化したマグノン、プラズマ振動とそれを量子化したプラズモン、超流動ヘリウム中のロトンなどがある。これらは全てボース統計に従う。

### 個別励起型
励起状態には、フォノンなどのような粒子系全体の運動とは異なり、個々の粒子の運動を励起してできる個別励起型のものもある。完全フェルミ気体において、フェルミ球の内部の運動量{\displaystyle \mathbf {p} _{1}}の粒子をフェルミ球外部の運動量{\displaystyle \mathbf {p} _{2}}の状態に励起したとする。このとき、この励起状態は、運動量{\displaystyle \mathbf {p} _{2}}の「粒子」と運動量{\displaystyle -\mathbf {p} _{1}}の「孔」を持つと言う。この場合は、粒子、孔のそれぞれを素励起と言う。
フェルミエネルギーを{\displaystyle \varepsilon _{F}}、運動量{\displaystyle \mathbf {p} }のフェルミ粒子のエネルギーを{\displaystyle E(\mathbf {p} )}と書く時、このような素励起のエネルギーは、粒子に対しては{\displaystyle E(\mathbf {p} _{1})-\varepsilon _{F}}であり、孔に対しては{\displaystyle \varepsilon _{F}-E(\mathbf {p} _{2})}で、どちらも正の値を取り、全系の励起エネルギーは、2つの素励起のエネルギーの和{\displaystyle E(\mathbf {p} _{1})-E(\mathbf {p} _{2})}になる。この場合の素励起は、粒子型の素励起と孔型の素励起が必ず対になって存在し、素励起の総数はフェルミ粒子の総数とは一致しない。フェルミ粒子間に相互作用があると、個々の粒子の運動量とエネルギーは一般には変動し、基底状態でも励起状態でも極めて複雑なものとなる。その場合でも超流動状態でない限りフェルミ面が定義でき、励起エネルギーが大きくない限りそれぞれの励起状態は粒子型の素励起と孔型の素励起の集団として理解できる。このような素励起としては、フェルミ面に無限に近い運動量を持つものが考えられるから、エネルギーも無限に小さいものが存在する。粒子間に相互作用があると、1個の粒子の運動のみを励起しようとしても、その影響は必ず周囲の粒子の運動も励起し、場合によっては粒子系全体の集団運動のモードを励起することがある。そうでなくても、最初に励起された粒子は周囲の粒子の乱れを伴って運動しており、この場合の素励起とは、核になる粒子の運動とその周囲の乱れの双方を同時に励起したものに対応している。したがって素励起のエネルギーは、核になる粒子の運動エネルギーとは等しくなく、分散関係も自由粒子中のものとは違ってくる。
金属の伝導電子を自由粒子ということがあるが、実際に観測しているのはこのような相互作用のある電子系での素励起であり、それがフェルミ面を持つなど自由電子と定性的には異ならないふるまいをしているのである。半導体中の伝導電子と正孔も同様に相互作用している電子系での素励起であるが、伝導帯と価電子帯の間にギャップがあるため、素励起のエネルギーはこのギャップに相当する有限の最小値をもつ。なお半導体の場合には、独立の電子と正孔を励起する代わりに電子と正孔をクーロンの引力によって束縛させてできる励起子という素励起をつくることもできる。

## 超流動状態
超流動状態にあるフェルミ粒子系の基底状態では、フェルミ面付近の粒子と孔が対になって束縛状態を作っており、この系を励起するには少なくとも一対の束縛された粒子または孔をバラバラにするだけのエネルギーが必要である。そのため超流動状態のフェルミ粒子系の素励起のエネルギーも一般には有限の大きさの最小値を持つ。

## 素励起が従う統計
なおこれらの個別粒子型の素励起は、その粒子系の構成粒子と同じ統計に従うが、励起子は2つのフェルミ粒子から成る複合粒子のためにボース統計に従う。また素励起自身も相互作用することによって散乱されるので、その寿命は有限であり不確定性原理によりエネルギーの値が幅を持つ。素励起という概念が意味を持つのは、この幅がエネルギーの幅に比べて十分小さい場合のみである。